# Collartiella
Collartiella is een geslacht van wantsen uit de familie van de Reduviidae (Roofwantsen). Het geslacht werd voor het eerst wetenschappelijk beschreven door Henri Schouteden in 1931.

## Soorten
Het genus bevat de volgende soorten:

- Collartiella cachani Villiers, 1959
- Collartiella spinulosa Schouteden, 1931
- Collartiella stanleyana Schouteden, 1931